# Psilosticha attacta
Psilosticha attacta är en fjärilsart som beskrevs av Wealker 1860. Psilosticha attacta ingår i släktet Psilosticha och familjen mätare. Inga underarter finns listade.